# رضا علامه‌زاده
رضا علّامه‌زاده (متولد ۱۳۲۲ در ساری) کارگردان، مستندساز، منتقد فیلم و نویسنده ایرانی است.
از فیلم‌های او می‌توان به فدایی، جنایت مقدس (مستند دربارهٔ ترور مخالفان دولت ایران در خارج)، میهمانان هتل آستوریا (فیلم داستانی دربارهٔ مهاجرت ایرانیان به خارج)، تابوی ایرانی (فیلم مستند دربارهٔ نقض حقوق بهاییان در ایران) اشاره کرد.

## زندگی
رضا علامه‌زاده در شهر ساری متولد شده‌است. وی کارگردانی را در آکادمی فیلم و تلویزیون در سال‌های ۱۹۶۶ تا ۱۹۶۹ فراگرفت. او جزو دستگیرشدگان ماجرای گروه دوازده نفره (از جمله کرامت دانشیان و خسرو گلسرخی) متهم به تلاش به گروگانگیری ولیعهد بود و ابتدا به اعدام محکوم شده بود، اما در نهایت حکمش به حبس ابد تقلیل پیدا کرد. شرح این ماجرا را او در کتاب دستی در هنر، چشمی بر سیاست نگاشته‌است. به جز فیلم‌سازی، وی به‌طور منظم به کار نوشتن و چاپ کتاب کودکان نیز مشغول است. او فیلم‌سازی را در دانشگاه‌های هالینز ویرجینیا (آمریکا) و لیدز متروپولیتن (انگلستان) و هم‌چنین مرکز آموزش رادیو و تلویزیون در هلند تدریس می‌کند. او از سال ۱۹۸۳ ساکن هلند است.

## فیلم‌ها
- قدیر
- فدایی (۱۳۵۱)
- دار (۱۳۵۱)
- شاهد (۱۳۵۲)
- حرف بزن ترکمن (۱۳۵۸)
- شط
- شرجی
- زندگی صمد بهرنگی
- شاه دررفت
- شب بعد از انقلاب (۱۹۸۹)
- دست نوشته ها نمی سوزند (مستند)
- جنایت مقدس (مستند دربارهٔ ترور مخالفان دولت ایران در خارج)
- میهمانان هتل آستوریا (فیلم داستانی دربارهٔ مهاجرت ایرانیان به خارج)
- تابوی ایرانی (فیلم مستند دربارهٔ نقض حقوق بهاییان در ایران)

## کتاب‌ها
- وصیت‌نامهٔ ققنوس (فیلمنامه)، ته‍ران: نشر ک‍اروان، ۱۳۸۲.
- سوگوارهٔ پیران (فیلمنامه، برگرفته از شاهنامه فردوسی)، آلمان - ک‍ل‍ن: ن‍ش‍ر ب‍رداش‍ت، ۱۹۹۲.
- لالا و ناپدری من (فیلمنامه)، آمریکا - لس آنجلس: نشر کتاب سهراب - ۱۹۹۸.
- جای پای آهو (فیلمنامه)، تهران : انتشارات رز - نشر جرس - ۱۳۶۲.
- قفل، مجموعه فیلمنامه‌های کوتاه؛ ک‍ل‍ن: نشر برداش‍ت، ۱۹۹۲.
- مصدق (نمایشنامه)، انتشار اینترنتی.
- اولین پوپکی که کاکل درآورد (داستان کودک)، ه‍ل‍ن‍د: ن‍ش‍ر ب‍رداش‍ت، ۱۳۷۳.
- تنهٔ قطور درخت افرا (سه داستان کوتاه)، مرکز نشر سپهر - چاپ اول بهار ۱۳۵۷.
- سخنی بر سانسور و سینما، ک‍ان‍ادا: ن‍ش‍ر اف‍را، ۱۹۹۵ م = ۱۳۷۴.
- غوک
- تابستان تلخ
- آلبوم خصوصی
- سیاحتنامهٔ محرمانه
- سراب سینمای ایران
- راز بزرگ من
- دستی در هنر، چشمی بر سیاست، شرکت کتاب لس آنجلس، ۲۰۱۲.